# Bolitochara blanchardi
Bolitochara blanchardi är en skalbaggsart som beskrevs av Thomas Casey 1893. Bolitochara blanchardi ingår i släktet Bolitochara och familjen kortvingar. Inga underarter finns listade i Catalogue of Life.